# 소피아 아모루소
소피아 아모루소(영어: Sophia Amoruso, 1984년 4월 20일)는 여성의류, 신발, 잡화 등을 취급하는 패션 쇼핑몰 내스티 갤(Nasty Gal)을 창립한 미국의 기업인이다. 2012년 미국의 잡지 주식회사는 내스티 갤을 "가장 빠르게 성장하는 쇼핑몰"로 평가했다.
고등학교를 중퇴해 절도와 아르바이트로 생계를 유지하던 생활에서 30세 이전에 연 매출 1000억대 기업의 대표가 된 경력으로 화제가 되었다.

## 경력
그리스계 미국인 가정에서 태어나 내성적인 성격과 우울증으로 정신과 치료를 받다 고등학교를 중퇴했고, 쓰레기통에서 음식을 뒤져 먹고 다수의 단기 계약직 생활과 절도로 생계를 유지하는 20대를 보냈다.

서점에서 훔친 책을 통해 온라인 판매를 처음 시작했고, 22세 때는 어릴 때부터 중고 옷을 좋아한 취향을 사업화 하여 이베이에 "내스티 걸 빈티지"(Nasty Gal Vintage)란 이름으로 의류 판매를 시작했다. 판매하는 의류는 문구와 그림에 자신을 모델로 직접 디자인했다.
2007년 이베이 판매를 철수하고 이듬해 자신의 온라인 쇼핑몰 내스티 갤을 설립했다.
내스티 갤은 소셜 미디어 상에서 젊음 여성들에게 인기를 끌었고, 2008년 223,000 달러였던 연 매출이 2011년에는 2천 3백만 달러로 상승했다. 일간지 뉴욕 타임스는 그녀를 "기술의 신데렐라"(a Cinderella of tech)로 칭했으며, 2013년에는 잡지 주식회사가 선정한 그해의 "30 Under 30" 인물 목록에 올랐다.
2014년 5월 6일 자신의 일대기를 담은 회고록 『#걸보스』(#GIRLBOSS)를 펭귄 출판사의 포트폴리오(Portfolio) 브랜드를 통해 출간했다.
2015년 1월 12일 내스티 갤의 대표이사에서 사임을 발표했다.